# Métabief
Métabief – miejscowość i gmina we Francji, w regionie Burgundia-Franche-Comté, w departamencie Doubs.
Według danych na rok 1990 gminę zamieszkiwały 504 osoby, a gęstość zaludnienia wynosiła 88 osób/km² (wśród 1786 gmin Franche-Comté Métabief plasuje się na 315. miejscu pod względem liczby ludności, natomiast pod względem powierzchni na miejscu 745.).